# Самана (провинция)
Самана (исп. Samaná) — провинция Доминиканской Республики.
Административный центр провинции — город Санта-Барбара-де-Самана, как правило, часто называемая, просто — Самана.

## О провинции
Провинция Самана названа в честь полуострова Самана на котором она расположена и находится на северо-востоке Доминиканской Республики.

## Административное деление
Административно в состав провинции входит три муниципалитета. Муниципалитет Самана включает в себя три муниципальных района:
1. Лаc-Терренас
2. Санчес
3. Самана
  1. Арройо Баррил
  2. Эль Лимон
  3. Лас-Галерас

| № | Муниципалитет               | Население, чел. (2012) |
| - | --------------------------- | ---------------------- |
| 1 | Лас-Терренас (Las Terrenas) | 39 221                 |
| 2 | Самана (Samana)             | 108 179                |
| 3 | Санчес (Sánchez)            | 20 865                 |
|   | Всего                       | 168 265                |

## Транспорт
На территории провинции действуют три аэропорта:
- Arroyo Barril International Airport
- El Catey International Airport
- El Portillo Airport

## Национальные парки
На территории провинции находится шесть национальных парков:
- VIA Panoramica Carr. Nagua-Samana
- Manglares Del Bajo Yuna
- Los Haitises
- Monumento National Salto del Limon
- Cabo Cabron
- Monumento Natural Cabo Samana

## Достопримечательности
- Остров — Кайо Левантадо
- Водопад — Эль-Лимон